# Hans Krumpper

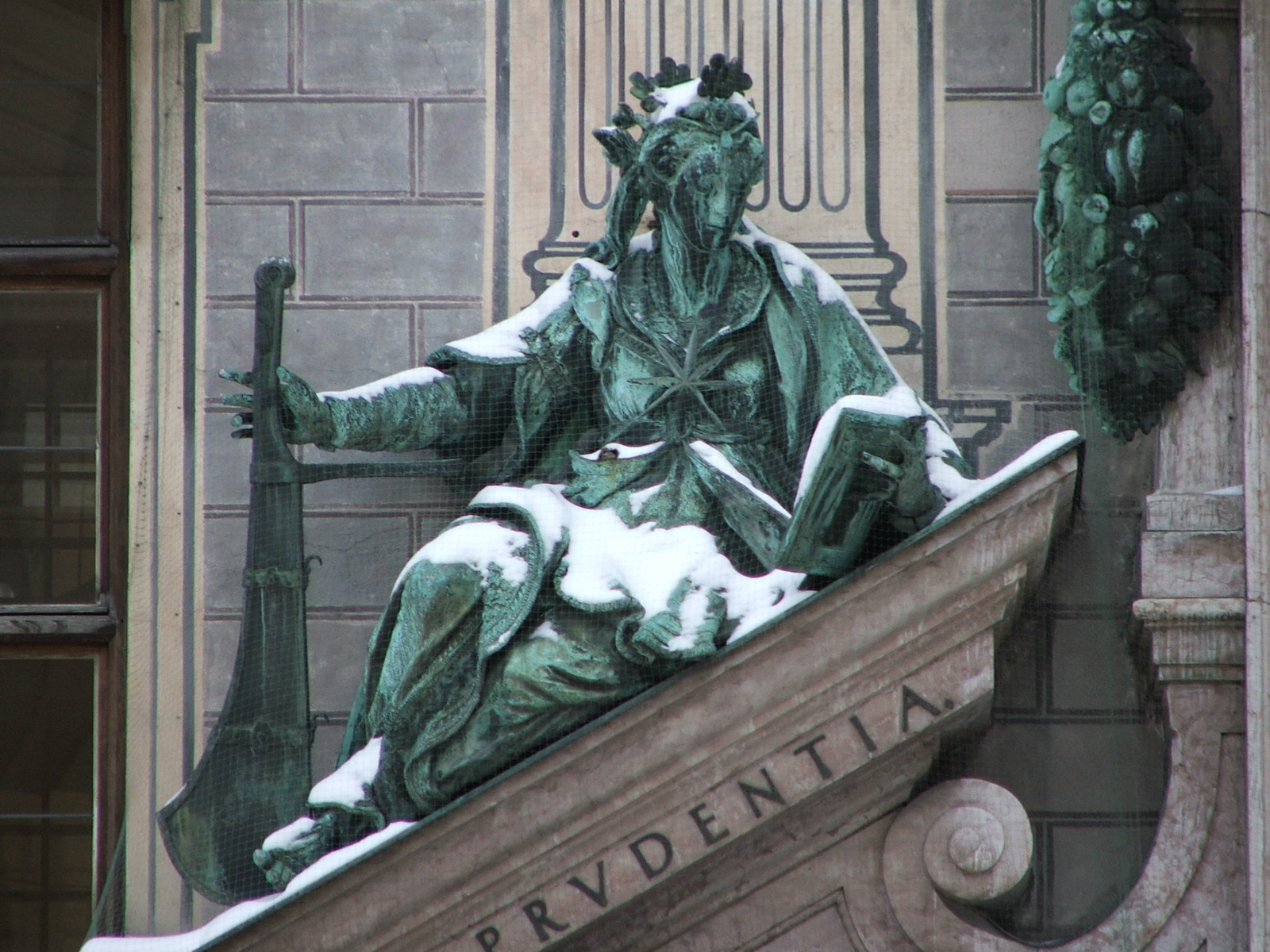
Bronzefigur der Prudentia an der Hauptfassade der Münchener Residenz (um 1615)

Hans Krumpper (auch: Krumper oder Krumpter) (* um 1570 in Weilheim in Oberbayern; † zwischen 7. und 14. Mai 1634 in München) war ein bedeutender deutscher Architekt, Bildhauer, Stuckateur und Altarbauer. Er wirkte vor allem als Hofkünstler der bayerischen Herzöge Wilhelm V. und Maximilian I. in München.

## Leben

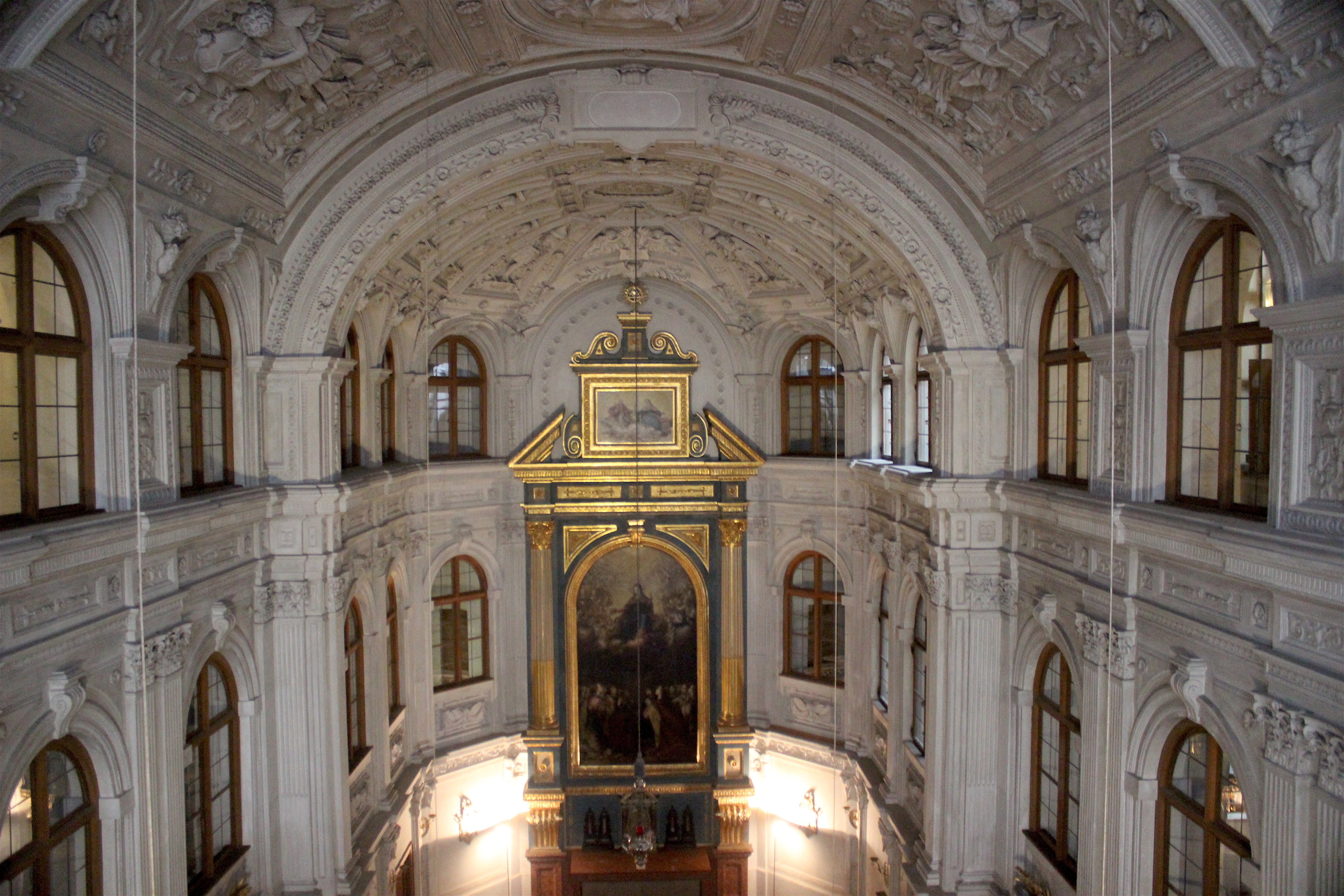
Hofkapelle in der Residenz (1600 Rohbau und Stuckierung der Wände, 1614 Stuckierung des Gewölbes, 1630 Anbau und Stuckierung des Chors)

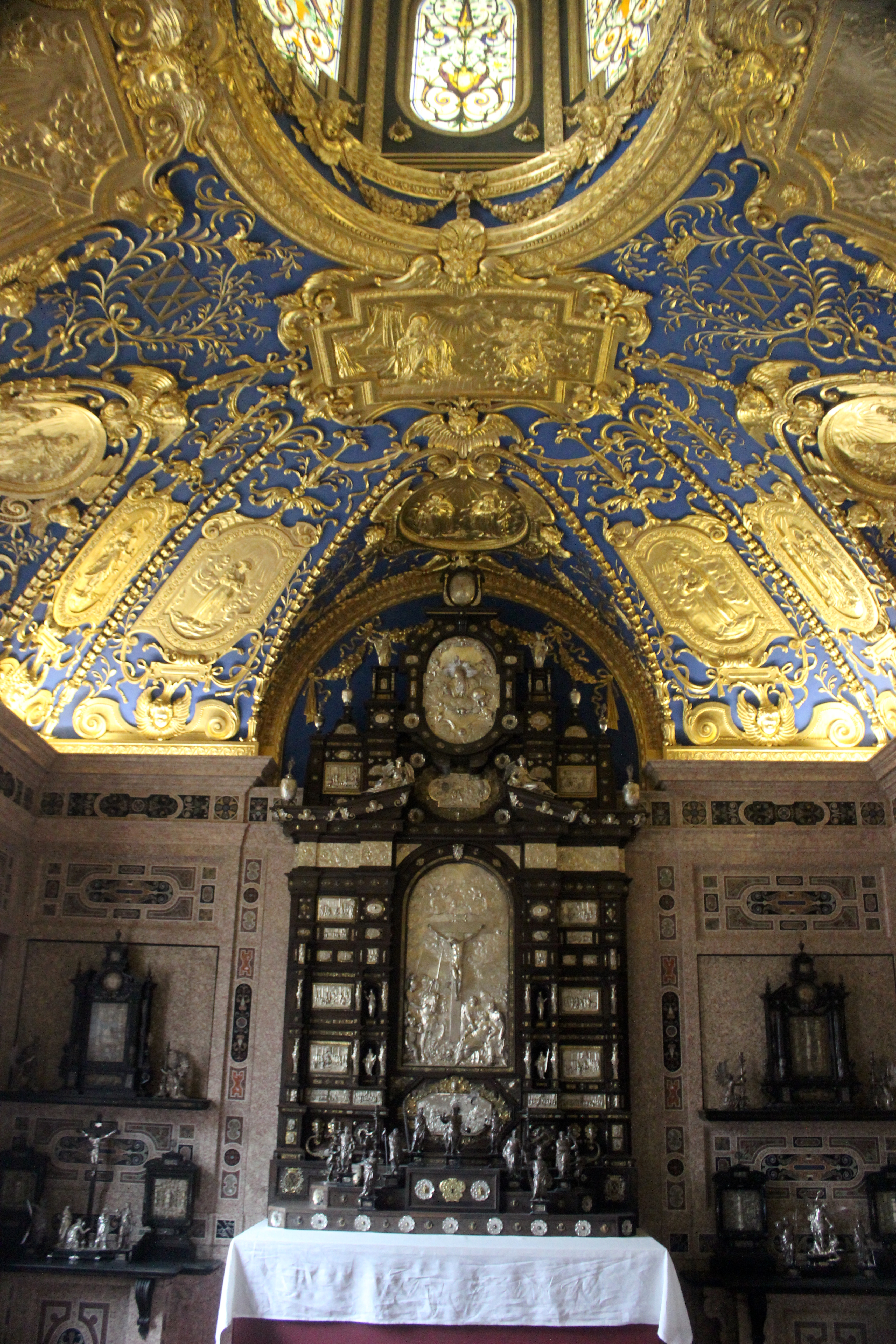
Der Entwurf und die Stuckausstattung der Reichen Kapelle in der Münchener Residenz werden Krumpper zugeschrieben (Weihe 1607)

Krumpper war zunächst ein Schüler von Hubert Gerhard in München im Umfeld des herzoglichen Hofes, wo er das skulpturale Entwerfen von Figuren in Wachs erlernte. Schon früh verwendete sich der Leiter des herzoglichen Kunst- und Bauwesens Friedrich Sustris für den jungen Künstler und gab ihm schließlich auch eine seiner Töchter zur Frau.
Ab 1584 war Krumpper für den bayerischen Hof tätig, wo er ab 1594 festen Jahressold erhielt. 1590 war dem jungen Krumpper vom Hof eine einjährige Studienreise nach Italien genehmigt worden. Krumppers Werk in späterer Zeit zeigt eine gute Kenntnis der aktuellen Architektur in Venedig, und vielleicht hat er auch Florenz besucht. Es ist anzunehmen, dass Krumpper nach seiner Italienreise 1591 immer wieder zu architektonischen Entwürfen im Umkreis des Münchener Hofes herangezogen wurde und nach dem Tode von Friedrich Sustris 1600 de facto die Funktion eines Hofarchitekten ausübte. Ab 1609 erhielt Krumpper für den Rest seines Lebens offiziell die Stellung eines Hofmalers, was keine Festlegung auf diese Kunstgattung bedeutete. Er arbeitete für Maximilian I. als auch weiterhin für dessen abgedankten Vater Wilhelm V.

## Werk
Zu seinen wichtigsten erhaltenen Werken in München gehören die Maximilianische Residenz, wo er ab 1600 für die zahlreichen innovativen architektonischen Motive mit Bezug auf die oberitalienische Architektur verantwortlich war und wesentliche Teile der Dekoration entwarf. Aufgrund stilistischer Merkmale kann Krumpper in der Residenz die 1600 im Rohbau vollendete, 1614 im Gewölbe stuckierte und 1630 durch den Choranbau erweiterte Hofkapelle und ihre Stuckausstattung zugeschrieben werden. Ebenso die benachbarte, 1607 geweihte Reiche Kapelle mit ihrer ungewöhnlichen Laterne im Gewölbe. Zudem war Krumpper für verschiedene monumentale Skulpturen wie die Patrona Boiariae an der Fassade zur Residenzstraße und die Ausstattung mit reichem ornamentalen und bildlichem Stuck, Portalen und Holzdecken als oberster Entwerfer verantwortlich. Des Weiteren sind im Umfeld der Residenz zu nennen die Architektur und Ausstattung des um 1614 errichteten Dianatempels im Münchner Hofgarten und weitere Bauten.
Krumpper lieferte 1604 den Entwurf zum Glockenturm des Klosters Polling (Oberbayern), das Modell ist nicht erhalten.
Im dritten Jahrzehnt des 17. Jahrhunderts häuften sich die Aufträge an Krumpper. Als ein damaliges Hauptwerk Krumppers gilt die im Zeitraum 1621 bis 1623 errichtete Paulanerkirche in München, die jedoch 1902 abgebrochen wurde.
Zur selben Zeit, ab etwa 1620 bis 1625 lieferte Krumpper die wesentlichen Entwürfe für den Umbau des Freisinger Doms. Die Pläne wurden mit dem Umbau der Chorbefensterung im Osten und dem Einbau einer Orgelempore im Westen nur teilweise umgesetzt; ein Kuppelprojekt blieb unausgeführt. Nach Krumppers Entwürfen wurde der neue Hochaltar und das Orgelgehäuse im Dom ausgeführt, wahrscheinlich durch den Bildhauer und Schreiner Philipp Dirr.
Von 1624 bis 1626 wurde nach den Plänen von Hans Krumpper für die katholische Pfarrkirche St. Jakob in Dachau ein neues Langhaus errichtet. Weiter ist der 1624/31 errichtete Neubau der Stadtpfarrkirche Mariä Himmelfahrt in seiner Geburtsstadt Weilheim wahrscheinlich sein Werk.
Krumpper schuf zahlreiche Bronzebildwerke. So den Mittelpfeiler des Wittelsbacherbrunnens in der Residenz (1610/13), Brunnenfiguren der vier Jahreszeiten im Bayerischen Nationalmuseum (1611), das Taufbecken mit Bronzeappliken in St. Peter in München (1620), die vier Putti mit Attributen der Schätze des Landes zu Füßen auf dem Hofgartentempel in München (um 1620) (heute Kopien), die Stifterplatte des Grabmals des Martin Frey (1603 oder später) in der Frauenkirche, das Grabmal für Wilhelm de Lasso in St. Peter (1612), das Grabmal Dr. Jakob Burchard in der Frauenkirche (um 1615), das Grabmal für Herzog Ferdinand I. von Bayern in der Heilig-Geist-Kirche (nach 1619), das Grabmal der Priesterbruderschaft (1620), das Grabmal Philipp Götz in der Allerheiligenkirche (1627), das Grabdenkmal für Herzog Philipp Wilhelm von Bayern, Kardinalbischof von Regensburg, im Regensburger Dom (1609/11) (fragliche Zuschreibung) und das Grabdenkmal für Sigismund Lösch aus der abgebrochenen Franziskanerkirche, heute in St. Stephan in Hilgertshausen (1615/17).

## Würdigung
Hans Krumpper gehörte zu den bedeutendsten und einflussreichsten Künstlern seiner Generation in Deutschland. Als bayerischer Hofkünstler entwickelte Krumpper aus dem niederländisch-italienisch geprägten Manierismus eine eigenständige frühbarocke bayerische Plastik. Auch im Bereich der Architektur konnte Krumpper aufgrund seiner Italienerfahrung und seinem Zugang zur Münchener Hofbibliothek und Kunstkammer neue Impulse setzen. Er kann als typischer Hofarchitekt seiner Zeit verstanden werden, der zahlreiche Projekte zeichnerisch vorbereitete und die Ausführung zusammen mit Kräften des Handwerks umsetzte. Dabei lieferte er Entwürfe für Bauten und Ausstattungen, hier vor allem im Bereich der räumlichen Konzeption, der Großplastik und der Stuckverzierung. Da er gelernt hatte, (Wachs-)Modelle für Skulptur anzufertigen, kam dieses Entwurfsmedium zur zeittypischen Zeichnung hinzu. Es sind von ihm nur ein paar Gemälde bekannt, sodass diese Kunstgattung von ihm eher wenig berührt wurde.

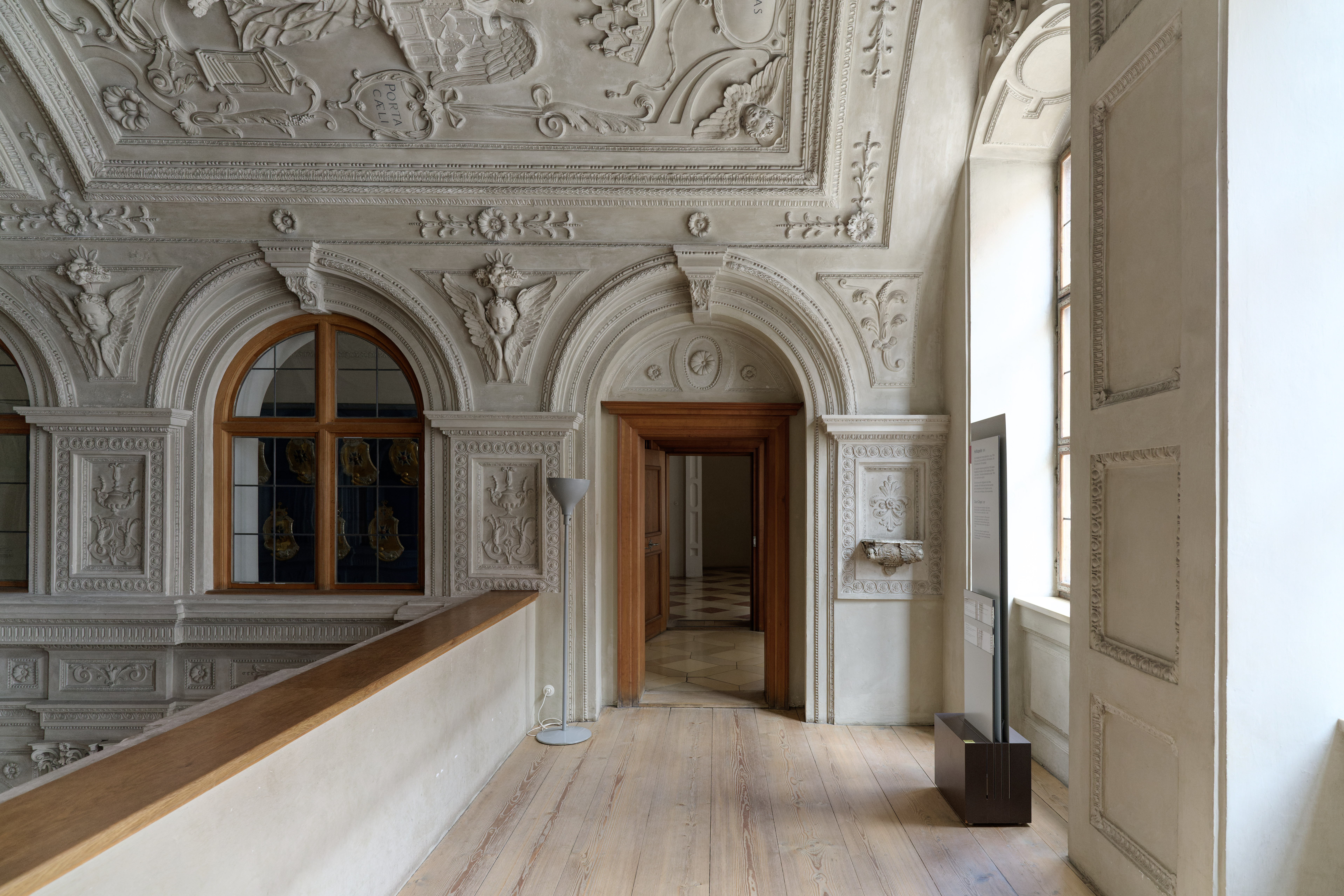
Stuck der Hofkapelle der Münchener Residenz (1600/1614)
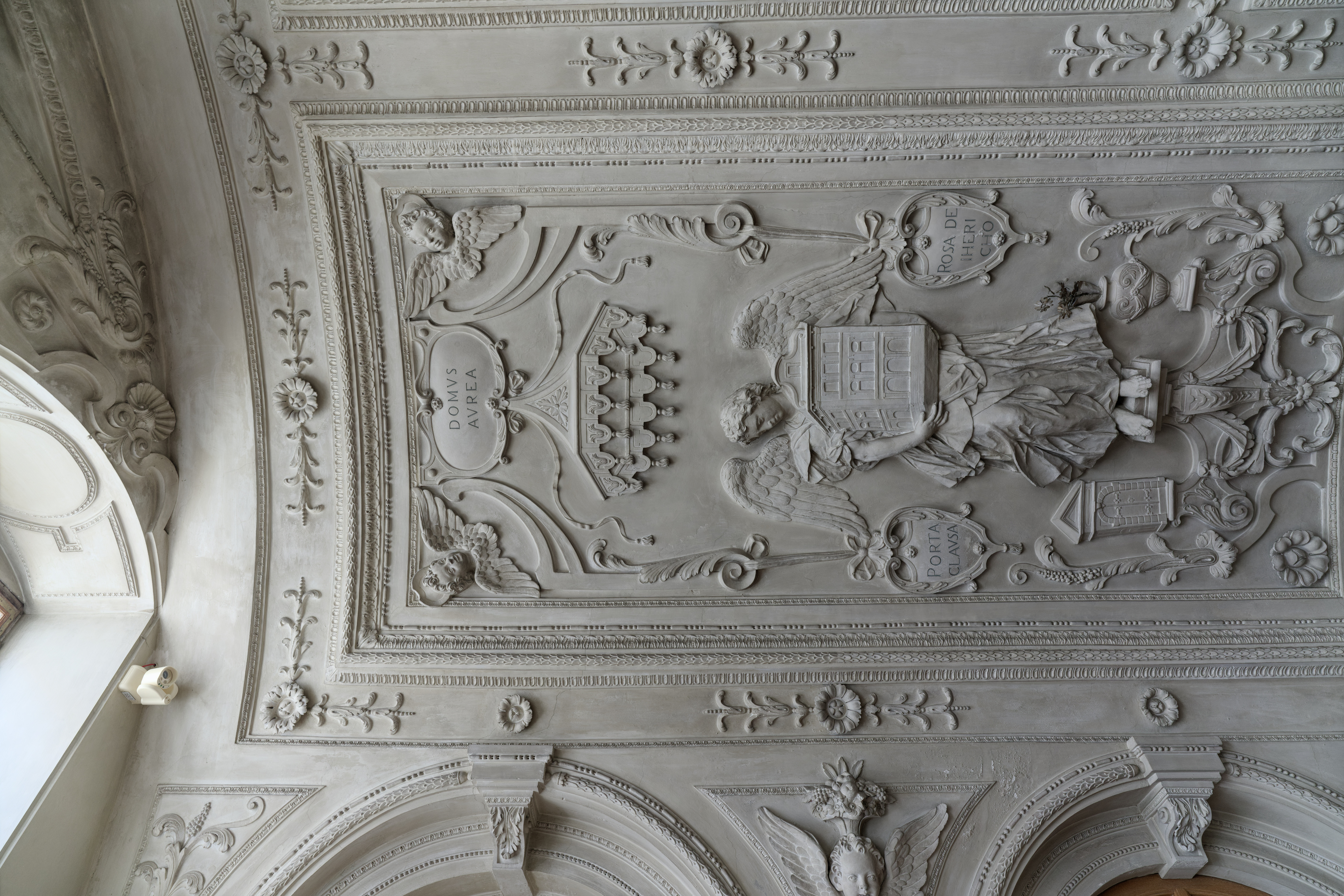
Stuck im Gewölbe der Hofkapelle der Münchener Residenz (Ergänzung 1614)
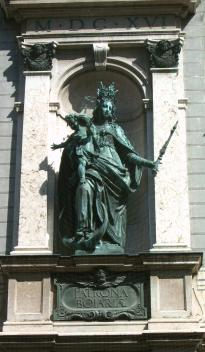
Patrona Boiariae an der Münchner Residenz
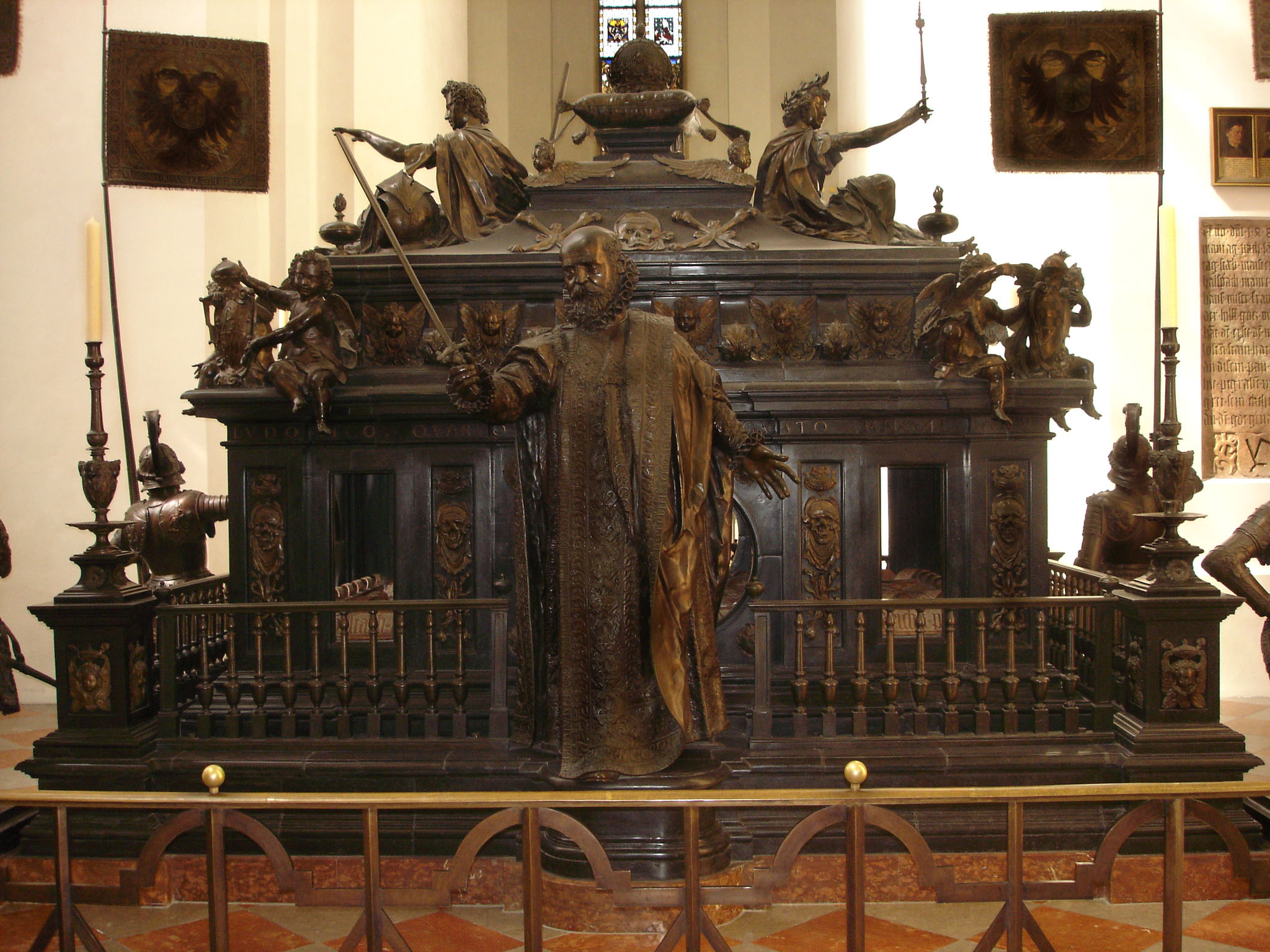
Von Hans Krumpper 1622 überbautes Kenotaph Kaiser Ludwigs des Bayern in der Münchner Frauenkirche, im Vordergrund eine Statue Albrechts V.
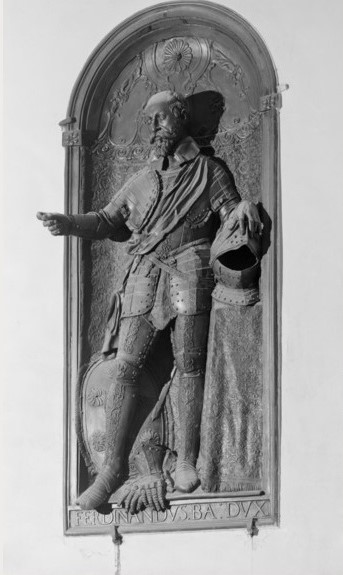
Epitaph Herzog Ferdinands von Bayern, München, Hl. Geist, um 1610,
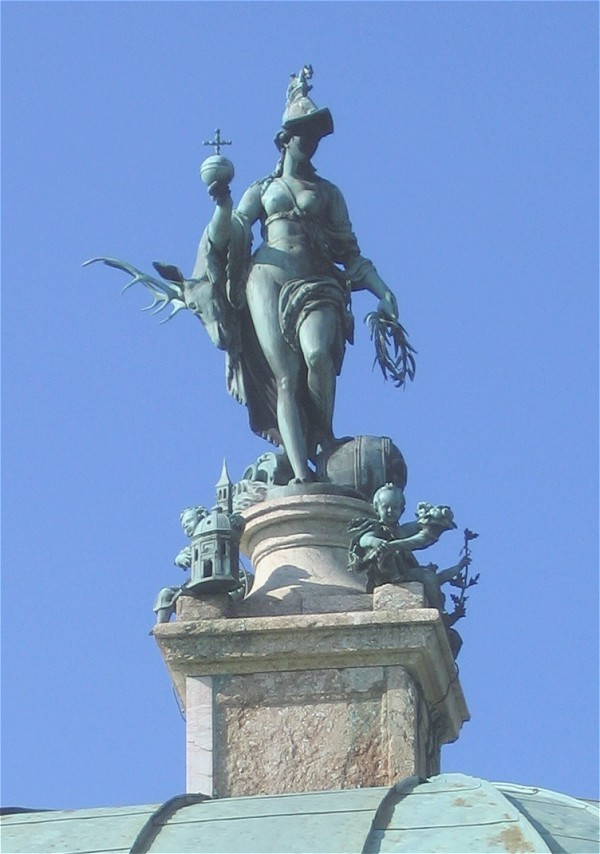
Bronzefigur auf dem Dach des Dianatempels im Münchner Hofgarten
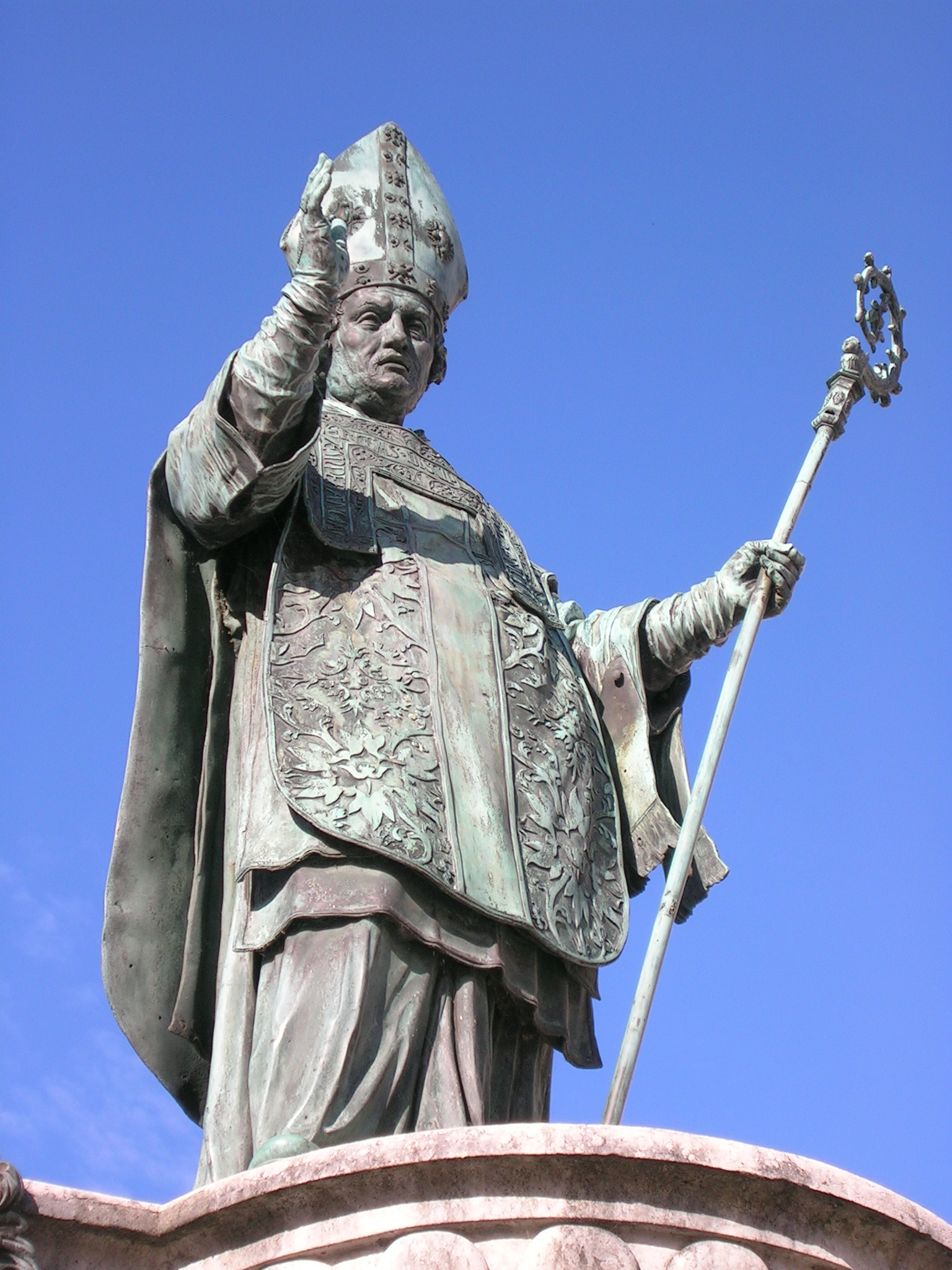
Heiliger Willibald auf dem Willibaldsbrunnen in Eichstätt
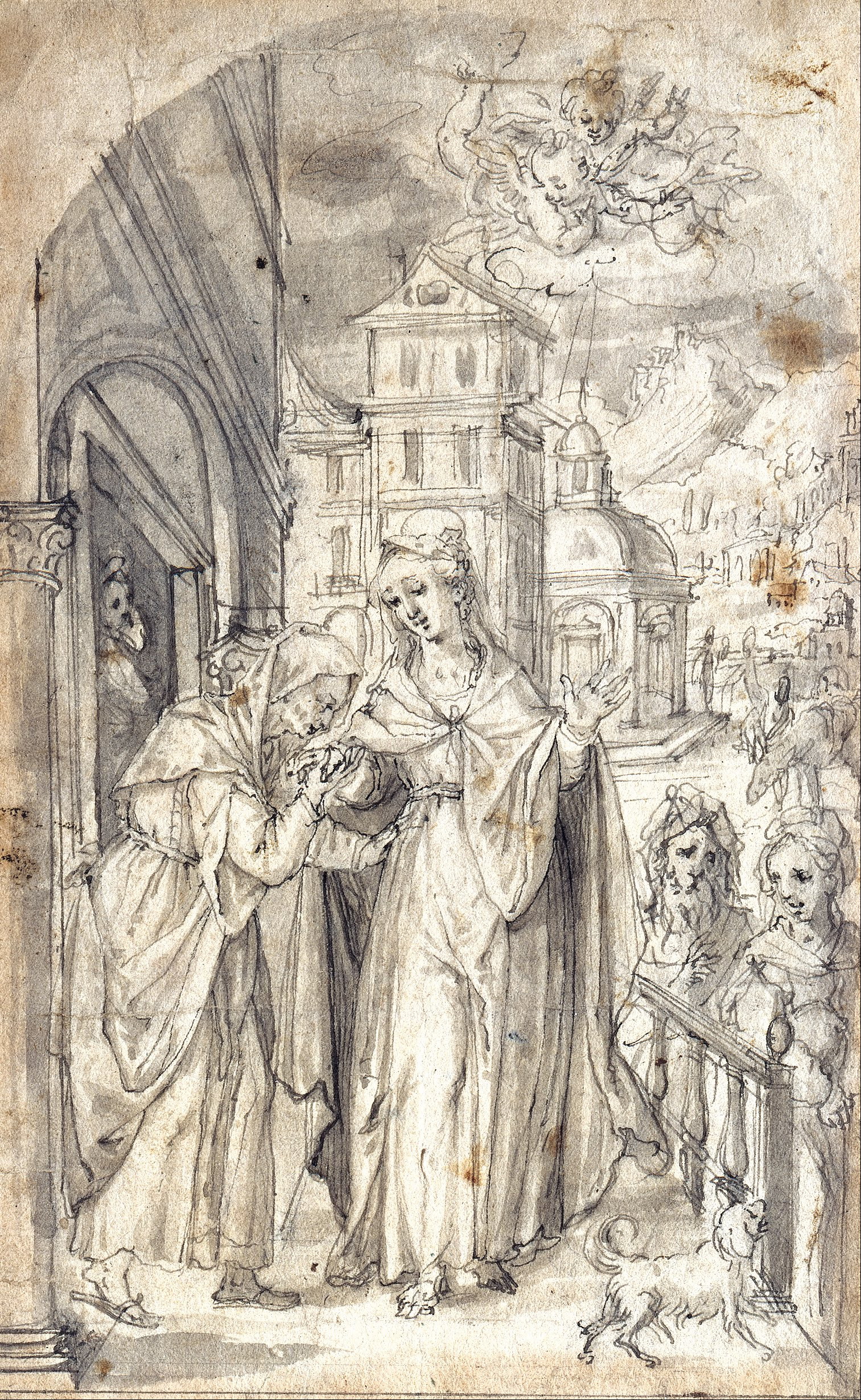
Zeichnung Mariä Heimsuchung
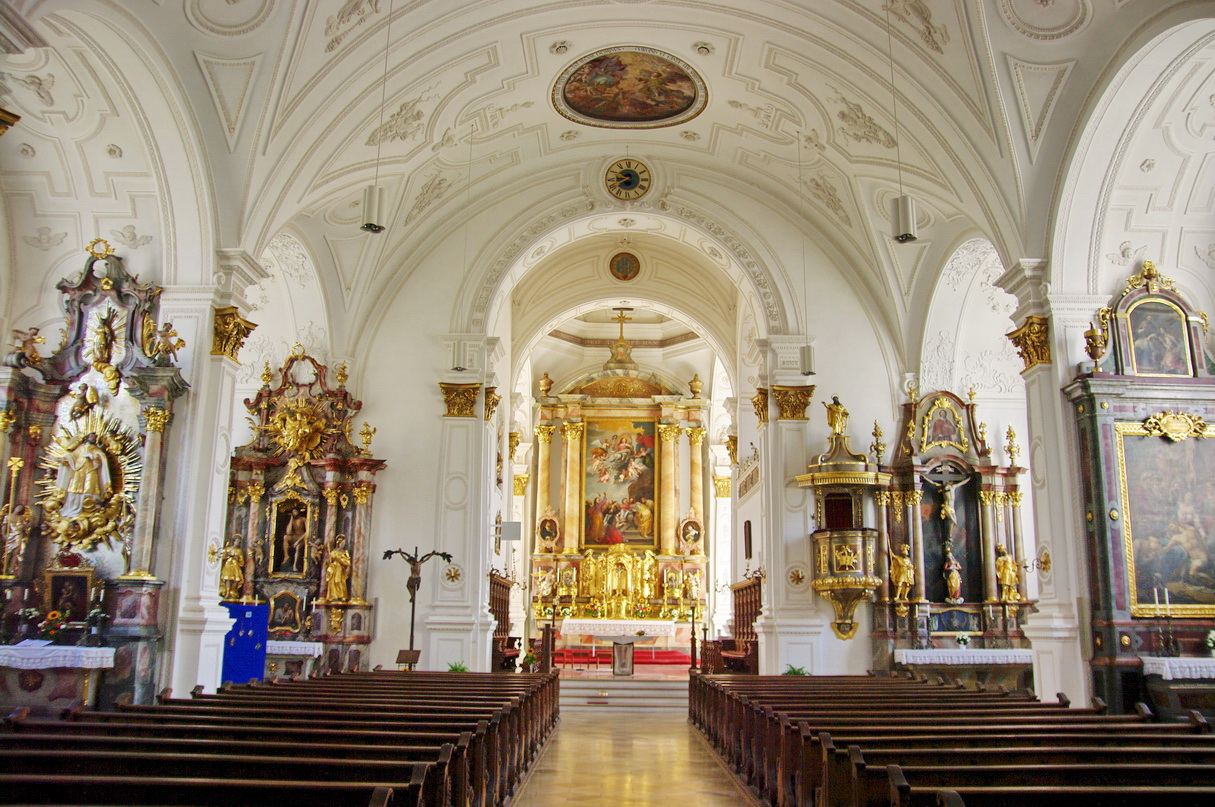
Stadtpfarrkirche Mariä Himmelfahrt in Weilheim
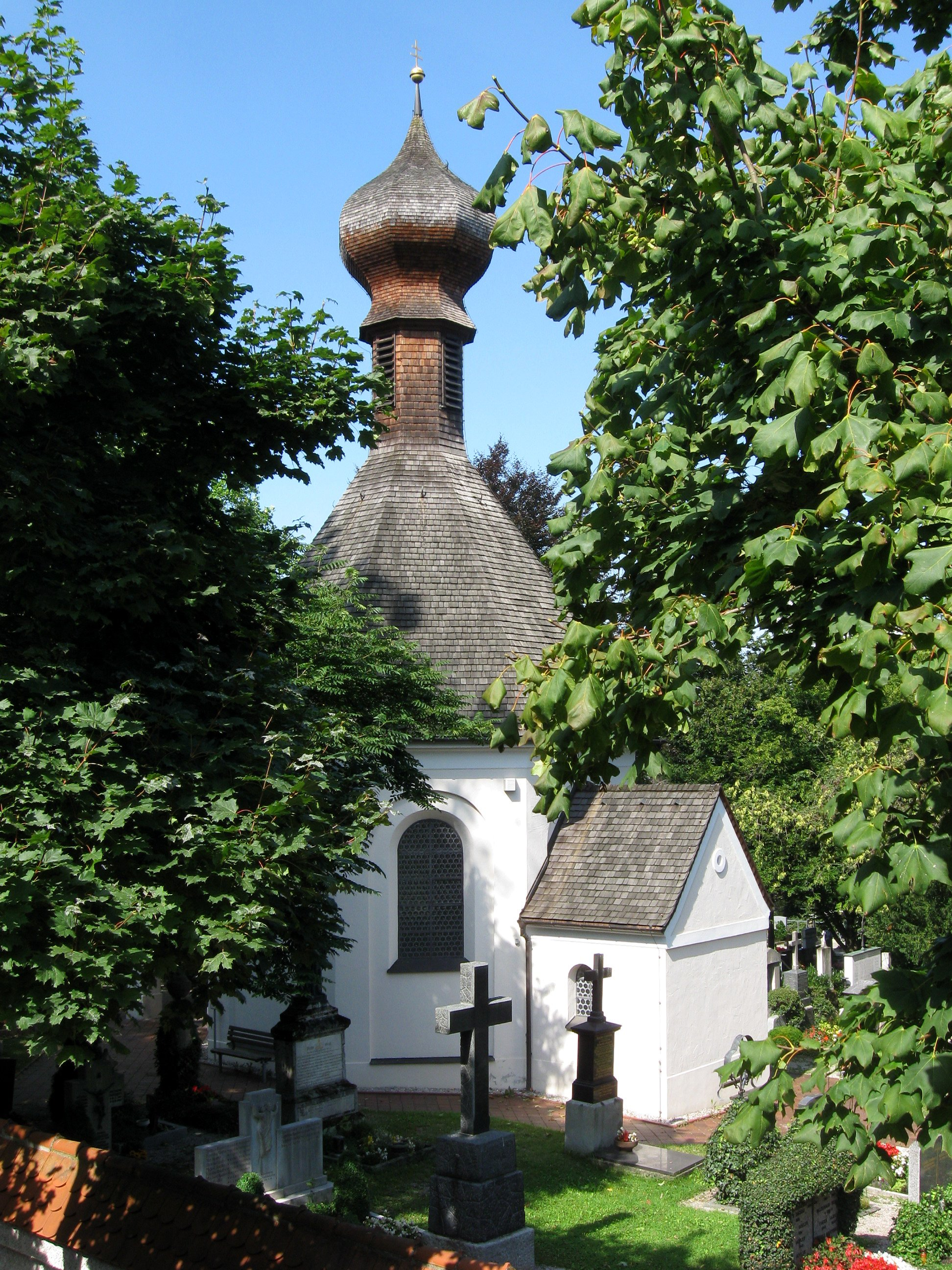
Krumpperkapelle